# 第聂伯罗彼得罗夫斯克疯子组合
第聂伯罗彼得罗夫斯克疯子组合（羅馬化：Dnipropetrovski maniiaky），指乌克兰連環殺手维克托·萨延科、伊戈尔·苏普鲁纽克和亚历山大·甘扎，于2007年6月25日至7月23日在第聂伯罗彼得罗夫斯克犯下29起谋杀案，造成21人死亡。
2009年2月10日，萨延科和苏普鲁纽克被判处无期徒刑，甘扎被判处九年监禁。

## 背景
维克托·萨延科和伊戈尔·苏普鲁纽克家庭条件均较好。萨延科的父亲在检察院上班，苏普鲁纽克的母亲则是当地行政部门的一名高级官员。苏普鲁纽克读书时便犯事不少，曾殴打同学，偷窃自行车。由于其家庭的政治关系，苏普鲁纽克并未受到法律制裁。
三人就读于同一所中学，九年级下学后便认识了彼此。受伊戈尔·苏普鲁纽克影响，三人开始虐杀动物，后来为寻求更大的快感，便开始抢劫和杀人。

## 谋杀
前两起谋杀案发生于2007年6月25日晚。首位受害者是卡捷琳娜·伊利琴科，女，33岁。她去朋友的公寓喝茶，完后步行回家，途中遇害。据萨延科供述，他和苏普鲁纽克当时正出外散步。苏普鲁纽克拿着把锤子。当伊尔琴科走过时，苏普鲁纽克转过身来，打击其头部一侧，致其死亡。凌晨5点，伊利琴科的尸体被其母亲发现。在第一起谋杀发生后不出一小时，第二名受害者罗曼·塔塔列维奇便遇害，其时他正在距离第一起谋杀案现场不远的长椅上睡觉。塔塔列维奇头部受到钝器多次击打，使其面部无法辨认。长椅就位于当地检察官办公室对面的街道上。
7月1日，邻近城市新莫斯科夫斯克另有两名受害者叶夫根尼娅·格里先科和尼古拉·瑟丘克被谋杀。7月6日晚，第聂伯罗彼得罗夫斯克又有3人被谋杀：刚刚退伍的新兵叶戈尔·涅奇沃洛达，从夜总会步行回家途中被打死，其母亲早上在博格丹·赫梅尔尼茨基街他们的公寓楼附近发现尸体； 28岁的夜班警卫奥廖娜·什拉姆，在科西奥拉（烏克蘭語：Косіора）街拐角处被谋杀，据萨延科供述，当什拉姆走向他们的时候，苏普鲁纽克用预先藏在衬衫下面的锤子击打她，什拉姆摔倒之后，苏普鲁纽克重又打了她几下。什拉姆有一个装满衣服的包，萨延科和苏普鲁纽克便用衣服擦干净锤子，然后把包扔掉；当晚随后不久，他们又杀了瓦连京娜·甘扎（与共同被告亚历山大·甘扎虽同姓但无明显亲缘关系）。瓦连京娜·甘扎有三个孩子，且丈夫残疾。
次日，即7月7日，邻近城市皮德霍羅德內的两个14岁男孩安德烈·西久克和瓦季克·利亚霍夫（烏克蘭語：Вадик Ляхов）在钓鱼时遇襲。安德烈被杀害，瓦季克躲进树林逃過一劫。 7月12日，48岁的谢尔盖·亚岑科（烏克蘭語：Сергій Яценко，不久前因癌症致残）骑第聂伯摩托车失踪。四天后，尸体方被发现，尸身上遭虐待痕迹仍清晰可见。7月14日，临近村庄季伊夫卡（烏克蘭語：Діївка），45岁的纳塔利娅·马姆恰鲁克骑摩托车经过一片树林的时候，两人将她撞倒，用锤子或管子将她打死，随后骑摩托车离开。有目击者曾上前追赶，但两人早就看不见了。
随后不断发生了共计12宗谋杀案，通常每天都会发现多具尸体。受害者多为儿童、老人、流浪汉或者醉汉。绝大多数人被锤子和钢筋等钝器所杀害。作案人常常用钝器击打受害者面部，使其尸体不易辨认。许多受害者遭到肢解和酷刑，如一些受害者眼睛被活活挖了出来，一名孕妇的胎儿被从子宫中割出等，但没有报告表明受害者曾遭到性侵犯。有一些受害者的手机和其他贵重物品也被抢走，被卖到当地的二手市场，然而大多数受害者的财产都完好无损。系列谋杀案作案地点范围极广，除第聂伯罗彼得罗夫斯克外，还有许多案件发生在第聂伯罗彼得罗夫斯克州的边远地区。

## 逮捕
三名犯罪嫌疑人均于2007年7月23日被捕。苏普鲁纽克当时正准备把遇难者的一部手机以150格里夫纳的价钱转手卖给二手商店，店主开机检查手机性能，使得警方追踪到手机信号所在地，在商店的收款台将萨延科和苏普鲁纽克逮捕。甘扎在家中被捕，当时正将赃物扔进马桶冲走。

## 审判
三人犯下的29起谋杀案有21起既遂、8起未遂。法院指控苏普鲁纽克21起谋杀案、8起持械抢劫案和1起虐待动物案，指控萨延科18起谋杀案、5起持械抢劫案和1起虐待动物案，指控甘扎2起持械抢劫案（作案于2007年3月1日卡姆揚斯凱）。
逮捕后法医对三人进行了医学鉴定，证明其精神正常，具备民事行为能力。最开始三人均承认罪行，但看到法院对他们的指控后，苏普鲁纽克便翻供，并声称之前的供词是刑讯逼供的结果。另外两人则只承认部分指控。
调查人员搜集证据时，发现犯罪嫌疑人的手机和电脑存有他们在作案时和作案后拍下的许多影片和照片。2008年10月29日，法庭展出了300多张照片和2段影片。2009年2月10日，法庭判处苏普鲁纽克和萨延科无期徒刑（1999年12月乌克兰废除死刑），判处甘扎九年有期徒刑。随后萨延科和苏普鲁纽克不服判决，通过律师提出上诉。2009年11月24日，乌克兰最高法院驳回上诉，维持原判。

## 后续
2008年12月4日，谢尔盖·亚岑科等人遇害的影片被人上传到美国一家网站，后来以《三男一锤》（“3 guys 1 hammer”）、“3 guys 1 screwdriver”等标题在网络上流传，引起极大关注。《泰晤士报》等正规媒体亦有报道。

## 模仿
2011年4月5日，人称“学院疯子组合”（俄语：Академовские маньяки）的两名俄罗斯青年阿尔乔姆·阿努夫里耶夫（俄语：Артём Ануфриев，1992年—）和尼基塔·雷特金（俄语：Никита Лыткин，1993年—），因涉嫌对伊爾庫茨克学院城居民实施6宗谋杀袭击案而被捕。据媒体报道，他们是受到了第聂伯罗彼得罗夫斯克疯子组合相关新闻的影响。